# Derek Rozee
Derek William Rozee (nacido en 1960 en Puerto Argentino/Stanley) es un empresario argentino nacido en las islas Malvinas. Reside en la Argentina continental desde 1979.
Por nacer en las Malvinas, el gobierno argentino lo convocó numerosas veces para ser peticionado y acompañar a la delegación argentina ante el Comité de Descolonización de las Naciones Unidas, participando en algunas ocasiones, la primera de ellas en 1983. Su familia estuvo en contra de la postura de Derek a favor de la Argentina.
Obtuvo su documento nacional de identidad y pasaporte argentino el 28 de mayo de 1982, en plena guerra del Atlántico Sur, a los 22 años. Su documentación la recibió en manos del entonces jefe de la Policía Federal Argentina en un acto realizado en la ciudad de Buenos Aires. Allí manifestó que estaba alegre por sentirse «un ciudadano argentino más» y no «un kelper de segunda o tercera categoría como nos tienen individualizados en Inglaterra».

## Biografía
Nacido en la capital isleña, tiene siete hermanos. Sus padres tenían allí una lechería y Derek ayudaba a ordeñar las vacas y repartir la leche en el pueblo. La familia de su madre llegó a las islas desde Escocia en 1833, tras la ocupación británica. Su padre emigró desde el Reino Unido como contratista hacia 1950. Desde pequeño tuvo que ayudar en el trabajo de sus padres, como así también en la siembra familiar, la recolección de turba utilizada como combustible y la esquila de ovejas. Rozee aún era joven cuando dejó las Malvinas y emigró a Inglaterra por sus propios medios para estudiar y buscar un futuro sin recibir ayuda de las autoridades coloniales.
Tras ser rechazado en el Reino Unido, recorrió América Latina. En 1978, con los vuelos de LADE viajó a Comodoro Rivadavia, luego Buenos Aires y Estados Unidos con un amigo malvinense. Al año siguiente se mudó al continente a trabajar como esquilador en Comodoro Rivadavia, Tierra del Fuego, provincia de Santa Cruz y la provincia de Buenos Aires. También esquiló en Nueva Zelanda y Australia. Siguiendo las temporadas también recorrió Wyoming, Cleveland, Inglaterra, Escocia, Irlanda, etc.
Hacia 1980 fue subcampeón mundial de esquila. Esquilaba ovejas en menos de un minuto. En ese año llegó a esquilar entre 34.000 y 35.000 ovejas por año. Entre 1982 y 1984 trabajó en Loma Negra. Luego, en Buenos Aires, entró en empresas de importaciones y exportaciones recorriendo América Latina hasta que en 1995 armó su propia empresa de fumigación, reparación y limpieza de tanques de agua.
Durante la guerra de las Malvinas un familiar de él falleció por una bomba lanzada por las fuerzas británicas durante la batalla final en Puerto Argentino/Stanley. Derek, junto a otro malvinense, mantuvieron funcionales los servicios de agua y electricidad en el poblado durante la presencia argentina. Hacia 1982, cuando obtuvo su ciudadanía argentina, declaraba que quería ser miembro de la Policía Federal Argentina. Luego anunció que participaría en el campeonato mundial de esquiila de 1982 a realizarse en el Reino Unido, representando a la Argentina.
En 1999 intentó ingresar fallidamente a la Universidad de Buenos Aires, pero la casa de estudios informó «que no había presentado la documentación necesaria». Rozee buscaba estudiar licenciatura en Administración de Empresas, pero le solicitaron un certificado analítico de las materias cursadas en el secundario, que no se extiende en las Malvinas. Aunque se había realizado en 1995 una resolución del Ministerio de Relaciones Exteriores y Culto al respecto, esto no fue considerado por la universidad. El incidente provocó reclamos a la Universidad por parte de la Cancillería.